# Hutchinson-Zähne

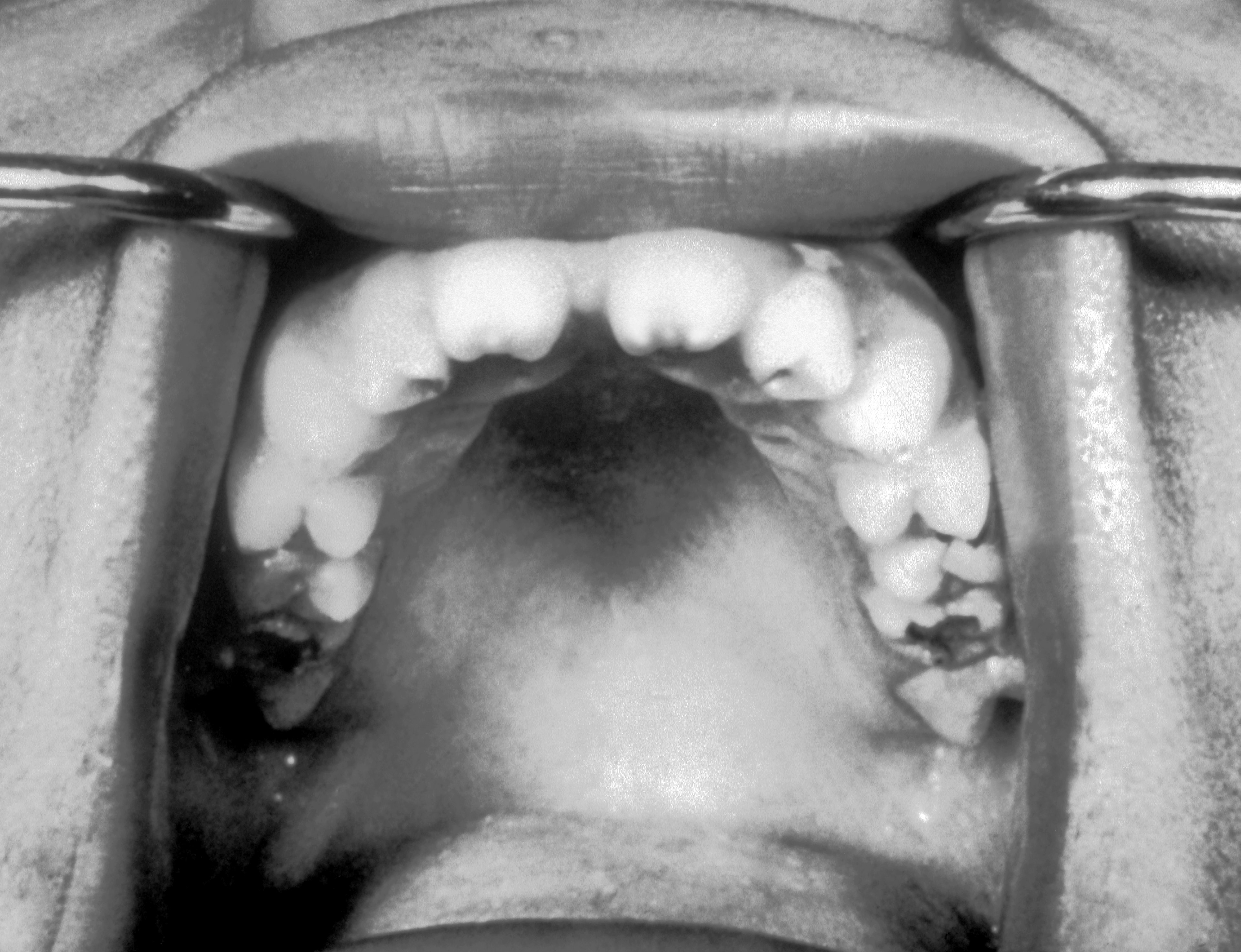
Hutchinson-Zähne

Als Hutchinson-Zähne wird eine Zahndeformität bezeichnet, die als Spätfolge einer angeborenen Syphilis sichtbar wird. Die Erstbeschreibung dieser Deformität erfolgte durch Jonathan Hutchinson (1828–1913), einen britischen Mediziner, der auf vielen Gebieten tätig war, sich als Venerologe aber hauptsächlich mit der Syphilis beschäftigte.

## Hutchinson-Trias
Hutchinson-Zähne sind jedoch alleine kein eindeutiges Zeichen für eine angeborene Syphilis, sondern nur der Hutchinson-Trias, zu dem die Keratitis parenchymatosa und eine Innenohrschwerhörigkeit gehören. Der Trias kann vollständig oder nur teilweise ausgebildet sein.

## Vorkommen
In 45–65 % der Fälle weisen dabei die bleibenden oberen mittleren Schneidezähne eine typische tonnenförmige Gestalt mit einer halbmondförmigen Einkerbung des Zahnrandes auf, in 22–65 % der Fälle sind die ersten bleibenden Molaren (Sechsjahrmolar)  betroffen, die dabei eine "maulbeerförmige" Gestalt aufweisen.
Hinzu kommt ein lückiges Gebiss (Diastemata), wobei die Zähne oft zur Mitte hin konvergieren.
Diese Veränderungen können schon vor dem Zahndurchbruch als  Anomalie der jeweiligen Zahnanlage mittels Röntgenaufnahme sichtbar gemacht werden.
Auch im Rahmen seltener Syndrome können diese Zahnveränderung auftreten, so z. B. beim Nance-Horan-Syndrom.

## Differentialdiagnose
Differentialdiagnostisch sind rachitische Zähne abzugrenzen, die meist senkrecht stehen und Schmelzdefekte aufweisen.